# Valentin Lemnaru
Valentin Ionuț Lemnaru (n. 24 iunie 1984), este un jucător de fotbal român care evoluează la clubul Universitatea Cluj.
A evoluat la echipa Universitatea Cluj, fiind jucătorul cu numărul 9 al echipei. Acesta a evoluat și la echipa FCSB, unde a purtat tricoul cu numărul 19.
La Universitatea Cluj acesta s-a remarcat ca fiind cel mai bun golgheter al echipei, acesta a marcat în cele din urmă 5 goluri din 13.
Acesta a marcat 5 goluri în cele 8 meciuri în care a debutat,reușind să bifeze 5 sezoane în tricoul lui U Cluj. A debutat și la clubul de fotbal FCSB, nu pentru mult timp. Acesta a revenit la echipa de unde a plecat și anume la U Cluj, unde a fost primit cu bucurie atât de club, cât și de suporterii „Șepcilor roșii”, reușind să se integreze repede.
Revenit la echipa sa de suflet, Valentin Lemnaru a semnat cu Universitatea Cluj pe două sezoane, fiind transferat definitiv de la Steaua.
Valentin Lemnaru a avut și un rol important în debutul său la Universitatea Cluj acesta reușind să salveze echipa ardeleană U Cluj de la retrogradare prin cele 13 goluri marcate de-a lungul sezonului. În momentul de față echipa ardeleană U Cluj, la care debutează Valentin Lemnaru se află în Liga a III-a.